# Fort Sint-Margriet (Terneuzen)
Fort Sint-Margriet was een fort dat gelegen was ten noordoosten van Axel en deel uitmaakte van de Linie van Axel I.
De linie werd aangelegd in 1586 door de Staatsgezinden onder bevel van Prins Maurits, maar de naamgeving van het fort doet vermoeden dat er voordien al een Spaans fort moet hebben gelegen. In 1700 werd door Menno van Coehoorn op de plaats van dit fort een nieuwe versterking gebouwd, die Fort Nassau werd genoemd.
Tegenwoordig is de ligging van het voormalige fort nog herkenbaar aan een knik in de Oude Zeedijk, terwijl zich ter plaatse de buurtschap Het Fort heeft gevormd.